# سندهری
سندهری (به انگلیسی: Sindhri) یک منطقهٔ مسکونی در پاکستان است که در ایالت سند واقع شده‌است.